# Wapedia

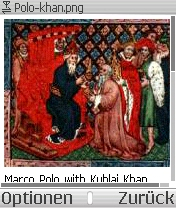

Wapedia est un site WAP créé par Florian Amrhein et opéré par Taptu qui permet de consulter l'ensemble du contenu de Wikipédia depuis un périphérique mobile. Il met à disposition la version la plus récente de chaque article par l'utilisation conjointe d'une fonction qui fait office de serveur proxy et d'une base de données locale. Cette combinaison a plusieurs avantages : d'un côté Wapedia exécute les requêtes très rapidement et met à disposition des articles constamment à jour, de l'autre la charge et le trafic réseau subis par les serveurs Wikipédia sont peu importants. Wapedia a démarré en août 2004 et le service s'est interrompu définitivement le 4 novembre 2013.

## Description
Wapedia est accessible depuis un téléphone mobile compatible WAP ou équipé d'un navigateur web, ou encore depuis un assistant personnel.
La mise en page des articles de Wikipédia est optimisée pour un écran d'ordinateur. Le plus souvent, ils ne s'affichent pas correctement sur l'écran d'un périphérique mobile de petite taille. Wapedia adapte leurs dimensions pour qu'ils soient lisibles sur ce type d'écran. De plus, les dimensions des images sont réduites, ce qui limite les besoins en bande passante sans dégrader de façon visible la qualité des images affichées sur les périphériques mobiles. Enfin, Wapedia inclut un moteur de recherche, indépendant des serveurs Wikipédia. Wapedia supporte deux langages, WML et XHTML Mobile, et choisit automatiquement celui qui est le mieux adapté à chaque périphérique.